# M.5 (dirigibile)
Il dirigibile M.5 era un dirigibile di tipo semirigido costruito in Italia presso il campo d'aviazione di Torino-Mirafiori nella seconda metà degli anni dieci del XX secolo per scopi militari. L'M.5 apparteneva alla "Classe M" progettata dall'ingegnere Gaetano Arturo Crocco.

## Storia del progetto
Nel 1910 la legge di potenziamento dell'aeronautica aveva previsto la costruzione di 9 dirigibili, di cui tre piccoli, cinque medi e uno grande. I dirigibili medi (tipo M), del tipo semirigido, vennero progettati dagli ufficiali del genio militare Gaetano Arturo Crocco e Ottavio Ricaldoni. Dopo l'M.1 e l'M.2, il successivo M.3 venne realizzato presso lo Stabilimento Costruzioni Aeronautiche di Roma, e montato sulla base di Vigna di Valle nel corso del 1913.
Il programma di potenziamento della Legge 1910 si concluse all'inizio del 1916, ma erano già state messe in produzione altre due aeronavi tipo M, lo M.4 e lo M.5, entrambe progettate da Crocco. I due dirigibili appartenevano al modello pesante, dotato di quattro propulsori Wolseley da 125 CV azionanti eliche bipala. Costruito sul campo d'aviazione di Torino-Mirafiori a partire dalla fine del 1914, sotto la supervisione del capitano Luigi Scelzo, l'M.5 volò per la prima volta nel corso del 1916.

## Tecnica
Si trattava di un dirigibile di tipo semirigido. La struttura era costituita da una trave metallica che dava rigidità all'involucro realizzato con tessuto gommato ed alluminato. Esso era diviso al suo interno in due parti tramite un diaframma orizzontale che separava la camera superiore del gas da quella inferiore dell'aria. La camera del gas, a sua volta, era suddivisa da dodici diaframmi, poi ridotti a sei per il modello da alta quota. I diaframmi erano regolati manualmente, e in automatico, da valvole che permettevano di mantenere una giusta pressione senza compromettere la tenuta dell'involucro, sollecitato dalle variazioni di temperatura alle diverse quote operative. La trave, situata nella parte inferiore del dirigibile, era un insieme di travi e tubi metallici irrigiditi da tiranti d'acciaio che formavano una struttura rigida adatta a reggere i piani di coda e i cavi di acciaio che sostenevano la navicella. Quest'ultima ospitava l'equipaggio, i propulsori, i comandi, la strumentazione, l’armamento e gli attacchi per i cavi e le cime di manovra.
I timoni di direzione erano due, posizionati sulla parte posteriore del dirigibile, ed aventi configurazione biplana.
La propulsione era affidata a quattro motori Wolseley a 8 cilindri a V raffreddati ad acqua, eroganti la potenza di 125 CV ciascuno, ed azionanti due eliche bipala lignee. I propulsori consentivano all'aeronave di raggiungere una velocità massima di circa 70 km/h.

## Impiego operativo
Il 2 giugno dello stesso anno mentre, al comando di Ugo Mojares, effettuava le prove motore ormeggiato a un pilone, il dirigibile fu investito da un aereo da addestramento Caudron G.3 condotto da pilota Erminio Gherardi, e precipitò al suolo distruggendosi. Il bilancio del disastro fu di cinque morti e circa trenta feriti.

## Utilizzatori
Italia
- Regio Esercito

### Fonti
1. 1 2  Pesce 1982, p. 135.
2. 1 2 3  Pesce 1982, p. 56.
3. 1 2 3  Pesce 1982, p. 57.
4. 1 2 3 4 5 6  Trevisani 2016, p. 11.